# Macrotus waterhousii
El murciélago orejudo de Waterhouse (Macrotus waterhousii) es una especie de murciélago que pertenece a la familia Phyllostomidae. Es nativo del Caribe, México y el norte de Centroamérica.

## Distribución
Su área de distribución incluye Bahamas, islas Caimán, Cuba, República Dominicana, Haití, Jamaica, Belice, Guatemala y el centrosur de México. Su rango altitudinal oscila entre zonas bajas y 1400 m s. n. m.

## Taxonomía
Se reconocen las siguientes subespecies:
- M.w.waterhousii: Hispaniola, islas Bahamas meridionales: Gran Inagua;
- M.w.bulleri (H. Allen, 1890): desde los estados mexicanos de Sinaloa y Durango hasta Jalisco e Hidalgo al sudeste;
- M.w.compressus (Rehn, 1904): islas Bahamas septentrionales: Andros, Eleuthera;
- M.w.jamaicensis (Rehn, 1904): Jamaica;
- M.w.mexicanus (Saussure, 1860): México meridional, Guatemala septentrional;
- M.w.minor (Gundlach, 1864): Cuba, Isla de la Juventud, Gran Caimán.